# O’Neill (Nebraska)
O’Neill – miasto w Stanach Zjednoczonych, w stanie Nebraska, siedziba administracyjna hrabstwa Holt.